# Mary MacLane
Pour les articles homonymes, voir MacLane.
Mary MacLane (1er mai 1881 - 6 août 1929) est une auteure américaine. 
Originaire du Canada, son autobiographie très franche initie le confessionnalisme comme courant littéraire. 
MacLane est connue comme la « Femme sauvage de Butte ».
MacLane est une autrice très populaire de son temps, scandalisant le public avec son autobiographie qui est un succès de librairie. Elle est considérée comme sauvage et incontrôlée, une réputation qu'elle nourrit, et est ouvertement bisexuelle ainsi que féministe. Dans ses écrits, elle se compare à une autre mémorialiste pleine de franchise, Marie Bashkirtseff, qui mourut quelques années après la naissance de MacLane, et que H. L. Mencken appelait « la Butte Bashkirtseff ».

## Enfance et famille
MacLane est née à Winnipeg au Canada en 1881, mais sa famille déménage dans la région de la Rivière Rouge du Minnesota, s'installant alors à Fergus Falls, que son père aide à développer. Après sa mort en 1889, sa mère se remarie avec un ami de la famille et avocat, H. Gysbert Klenze. Peu de temps après, la famille part pour le Montana, s'installant d'abord à Great Falls puis à Butte, où Klenze dilapide l'argent de la famille dans l'exploitation minière et d'autres entreprises. MacLane passe le reste de sa vie aux États-Unis. Elle commence à écrire pour le journal de son école en 1898.

## Écriture

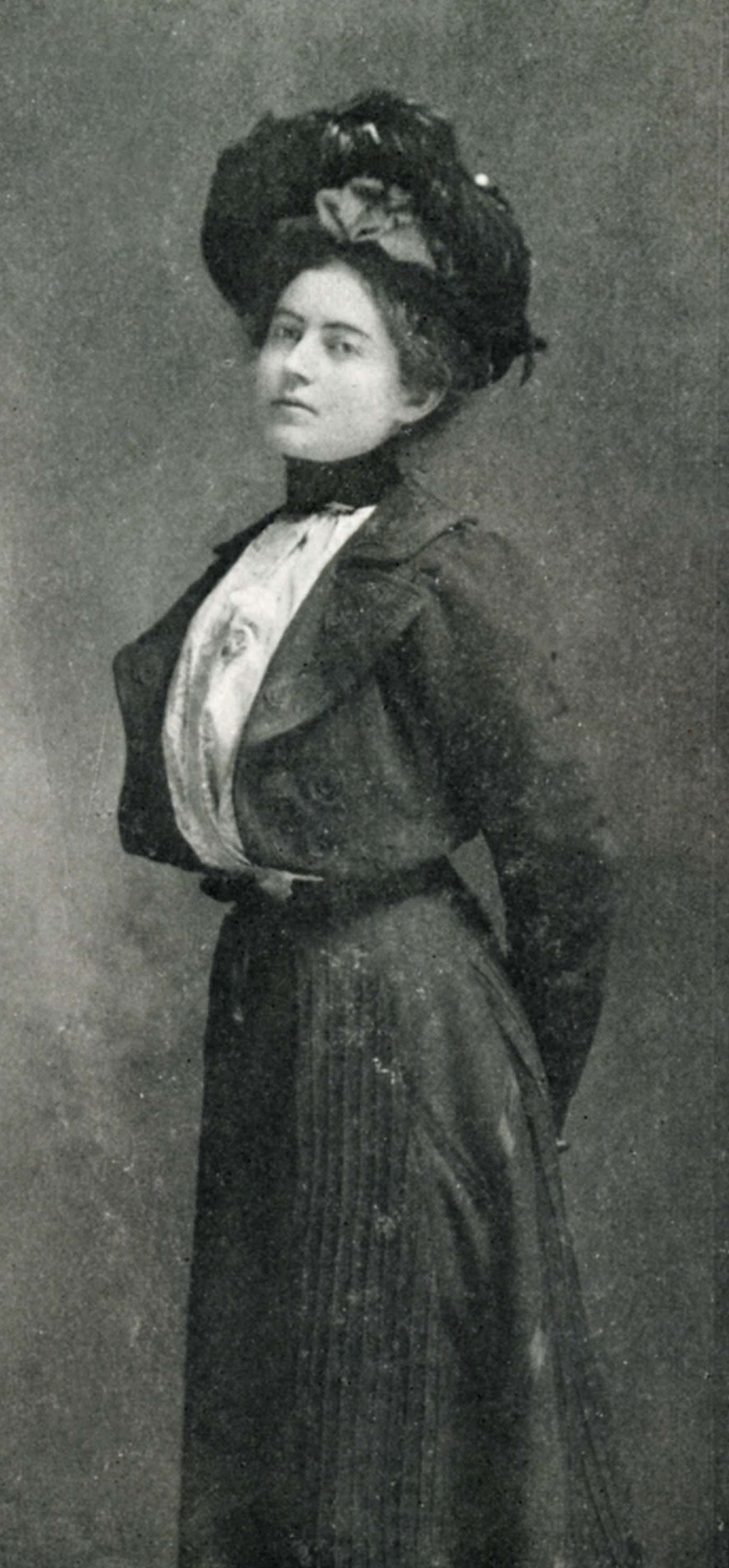
Mary MacLane (à partir de l'intérieur de la couverture de L'Histoire de Mary MacLane, Herbert S. Stone & Company, 1902)

Dès le début, l'écriture de MacLane se caractérise par un style direct, fougueux, très individualiste. Cependant, elle est influencée aussi fortement par les réalistes régionalistes américains tels John Townsend Trowbridge (avec qui elle échange quelques lettres), Maria Louise Pool, et Hamlin Garland.
À l'âge de 19 ans, en 1901, MacLane écrit son premier livre, intitulé par son auteur, I Await the Devil's Coming mais changé par ses éditeurs, Herbert S. Pierre & Co., pour The Story of Marie MacLane. Il se vend à 100 000 exemplaires le premier mois et a une grande influence sur les jeunes femmes, mais est mis au pilori par les critiques et les lecteurs conservateurs et est légèrement ridiculisé par H. L. Mencken. Il est également banni des librairies de Boston.
Certains critiques suggèrent que, même au travers des normes actuelles, l'écriture de MacLane est crue, honnête, consciente d'elle-même, sensuelle et extrême. Elle écrit ouvertement à propos de l'égoïsme et de son amour-propre, de l'attirance sexuelle et de l'amour pour les autres femmes, et même au sujet de son désir d'épouser le Diable.
Son deuxième livre, My Friend Annabel Lee est publié par Stone en 1903.
Son dernier livre, I, Mary Maclane: A Diary of Human Days, est publié par Frederick A. Stokes en 1917 mais sa sortie peut avoir été éclipsée par l'entrée dans la Première Guerre mondiale.
En 1917, elle écrit et joue dans un film autobiographique muet de 90 minutes intitulé Men Who Have Made Love to Me pour les studios Essanay. Produit par le pionnier George Kirke Spoor et basé sur l'article du même titre de 1910, publié dans le journal de Butte, il est considéré comme l'un des premiers films à avoir brisé le quatrième mur dans le cinéma, avec l'écrivain-star s'adressant directement au public. Si des images fixes et des sous-titres ont survécu, le film est à présent considéré comme perdu.

## Vie personnelle
MacLane est toujours irritée, ou senti « l'anxiété du lieu » de la vie à Butte, qui était une ville minière loin des centres culturels, et elle utilise l'argent de son premier livre pour voyager à Chicago, puis dans le Massachusetts. Elle vit à Rockland (Massachusetts), passe un hiver à Saint Augustine en Floride de 1903 à 1908, puis dans le quartier de Greenwich Village en 1908-1909, où elle continue d'écrire. Elle est une proche amie de l'écrivaine féministe Inez Haynes Irwin, qui est mentionné dans la correspondance privée de MacLane et est citée dans certaines de ses articles pour le journal de Butte en 1910.
Pendant une période elle vit avec Caroline M. Branson, qui fut la compagne de Maria Louise Pool jusqu'à la mort de cette dernière en 1898. Elle s'installe dans la maison de Pool à Rockland. Marie MacLane a également eu une relation avec Harriet Monroe. Dans un poème daté de 1902, MacLane écrit :

« Dear Harriet Monroe -
I remember you
I remember you on a summer forenoon.
You were there and I was there.
We went out to walk by the lake-shore.
The lake-shore was very beautiful.
You were so fascinating that day. You were so strong. You were so true.
Particularly you were so true.
I loved you.
I had infinite faith in you.
And you were kind.
You were kind - so that I felt it without knowing it.
Which is a wonderful thing and goes far.
Surely no Pharisee was ever yet kind like that.
For a summer forenoon:
My love to you - oh, my love to you.
Dear Harriet Monroe. -
At any rate - good-by.
- My love to you, always. - »

MacLane meurt à Chicago au début d'août 1929, à l'âge de 48 ans. Elle est oubliée à partir de la seconde moitié du XXe siècle et sa prose est restée sans nouvelle édition jusqu'à 1993, quand L'Histoire de Marie MacLane et certains de ses articles de journaux sont réédités sous le titre Tender Darkness: A Mary MacLane Anthology.

## Éditions contemporaines
En janvier 2011, l'éditeur de Tender Darkness (1993) annonce la publication prochaine d'une anthologie complète des œuvres et de l'étude biographique de MacLane. Le premier volume, Human Days: A Mary MacLane Reader (avec un avant-propos de Bojana Novakovic), est publié à la fin de 2014.
En 2011, Novakovic écrit et réalise The Story of Mary MacLane - By Herself à Melbourne qui a, par la suite, été mis en scène à Sydney en 2012.
En 2018, les éditions du Sous-sol publient la première traduction française de son premier livre sous le titre Que le Diable m'emporte.

### Livres
- The Story of Mary MacLane, 1902 Publié en français sous le titre Que le Diable m'emporte, traduit par Hélène Frappat, Paris, éditions du Sous-Sol, 2018 (ISBN 978-2-36468-352-5)
- My Friend, Annabel Lee, 1903
- I, Mary MacLane: A Diary of Human Days, 1917 (réédition 2013)

### Scénario et filmographie
- 1918 : Men Who Have Made Love to Me[17]

## Lectures complémentaires
- Mattern, Carolyn J., « Mary MacLane: A Feminist Opinion », Montana The Magazine of Western History, 27 (automne 1977), p. 54-63.
- Miller, Barbara, « 'Hot as Live Embers--Cold as Hail': The Restless Soul of Butte's Mary MacLane », Montana Magazine, septembre 1982, p. 50-53.
- Terris, Virginie R., « Mary MacLane--Realist », The Speculator, 1985, p. 42-49.
- Wheeler, Leslie A., « Montana's Shocking 'Lit'ry Lady' », Montana The Magazine of Western History, 27 (été 1977), p. 20-33.